# Мальсбург-Марцелль
Мальсбург-Марцелль (нім. Malsburg-Marzell) — громада в Німеччині, знаходиться в землі Баден-Вюртемберг. Підпорядковується адміністративному округу Фрайбург. Входить до складу району Леррах.
Площа — 24,92 км2. Населення становить 1467 ос. (станом на 31 грудня 2020).